# Colpomenia peregrina
A Colpomenia peregrina a sárgásmoszatok (Stramenopila) taxonjának egyik faja.

## Előfordulása
Eredeti előfordulási területe a Csendes-óceán lehetett, Alaszka és Kalifornia déli része között. Azonban az 1900-as évek elején megjelent a nyugat-európai partoknál, főleg a Brit-szigetek osztrigatenyészeteinél. Manapság ez a barnamoszat az Észak-Atlanti-óceánban, Norvégiától, Skóciától és Írországtól, egészen Portugáliáig fellelhető. A Földközi-tengerbe is behatolt.

## Megjelenése
Kisméretű, hólyagszerű barnamoszat, melynek átmérője 9 centiméter is lehet. A hólyagból nyúlványok nőnek ki. A fiatal példány burka vékony és sima, míg az idősebbé ráncossá válik. A színe olivabarna. Vékony gyökérszerű szálképződményekkel kapaszkodik a sziklára.

## Életmódja
Az árapálytérség egyik lakója. Nem tűri a szárazra kerülést, viszont 3 méternél mélyebben sem nő.

## Képek

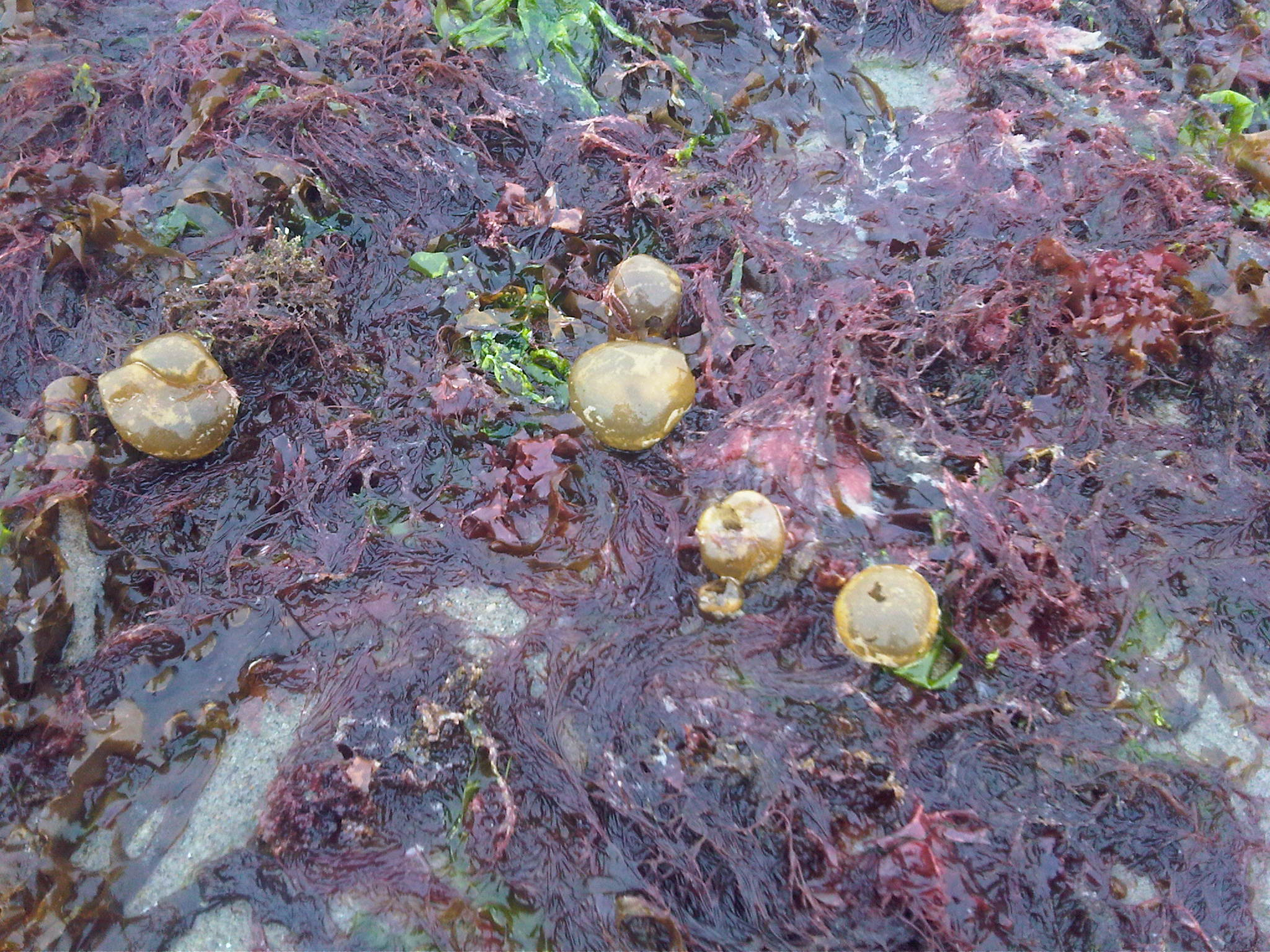
Több példánya egyéb moszatok között
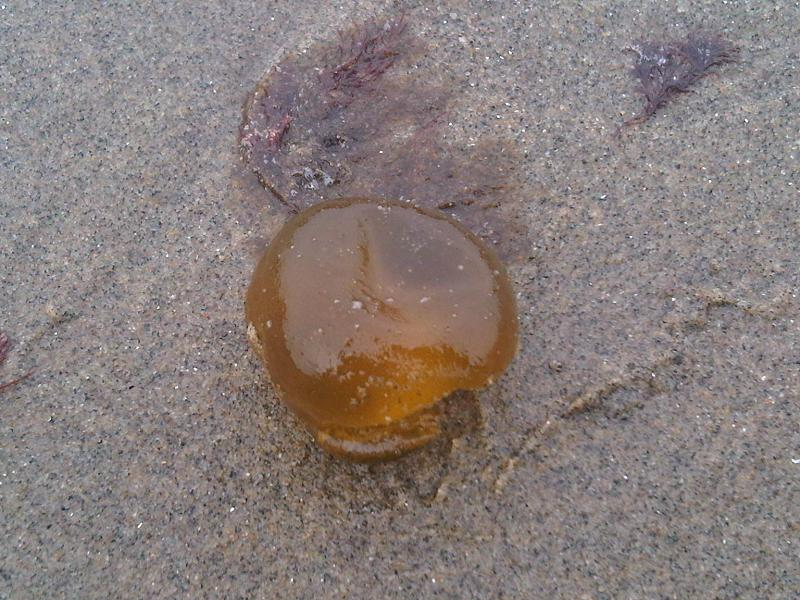
A hólyag a szálas nyúlványaival

### Fordítás
- Ez a szócikk részben vagy egészben  a   Colpomenia peregrina című angol Wikipédia-szócikk ezen változatának fordításán alapul.  Az eredeti cikk szerkesztőit annak laptörténete sorolja fel. Ez a jelzés csupán a megfogalmazás eredetét és a szerzői jogokat jelzi, nem szolgál a cikkben szereplő információk forrásmegjelöléseként.